# Waraji

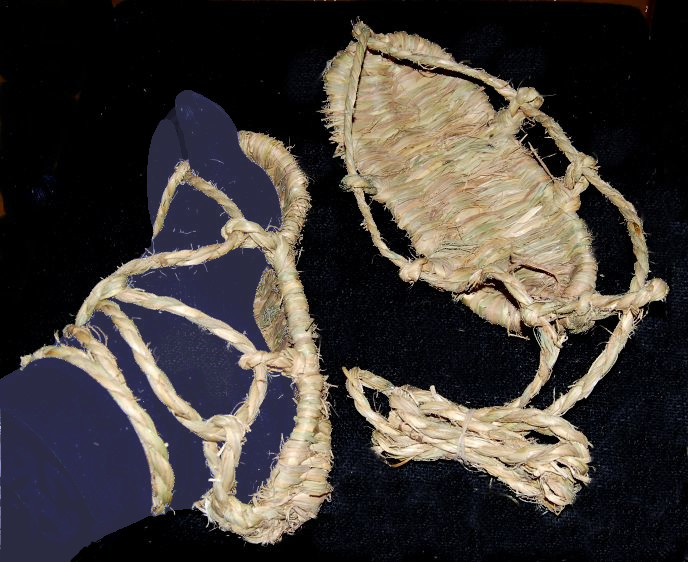
Waraji.

Les waraji (草鞋) eren sandàlies fetes de corda de palla que constituïen el calçat típic de la gent comuna al Japó. El dia d'avui són gairebé exclusivament utilitzats pels monjos budistes.

## Descripció
Tradicionalment, el material de la corda estava feta de palla d'arròs, però els waraji es poden fer d'altres materials com el cànem, tiges de myōga, fibres de palma, i fil de cotó.
Tradicionalment, els japonesos porten els waraji amb els seus dits dels peus que sobresurt lleugerament sobre la vora frontal. No obstant això, no hi ha regles fixes o directrius sobre l'ús dels waraji.
Restes de Baekje -calçat de palla de l'època que és similar als waraji japonesos s'havien trobat a Gungnamji (궁남지), Comtat de Buyeo, Corea del Sud el 1995, el que suggereix el nivell d'interacció entre l'antiga cultura coreana i japonesa.